# Julienco
Julienco (* 21. April 1993 in Köln; bürgerlich Julian Claßen) ist ein deutscher Webvideoproduzent. Er betreibt seit 2014 den gleichnamigen YouTube-Kanal, auf dem er hauptsächlich Lifestyle-Videos hochlädt.

## Leben
Er wuchs mit seinen Geschwistern in Köln auf; seine Eltern arbeiten dort als Grundschullehrer. Nach dem Abitur begann er ein Freiwilliges Soziales Jahr in einem Altenheim, das er abbrach. Anschließend begann er ein Studium der Betriebswirtschaftslehre in Siegen, das er ebenso wie später eine Ausbildung zum Versicherungskaufmann abbrach. Im Juli 2014 gründete er als Julienco seinen YouTube-Kanal. Mittlerweile gehört er zu den meistabonnierten deutschsprachigen Kanälen.
Bereits auf dem Gymnasium hatte er seine spätere Frau Bianca Heinicke kennengelernt, die auf ihrem Kanal BibisBeautyPalace ebenfalls YouTube-Videos produziert. In seinen Videos trat er auch mit seiner Frau auf, bei der er ebenfalls zu Gast war. Das Paar war von 2009 bis 2022 liiert und von 2018 bis 2025 verheiratet. Sie haben zwei Kinder. Er lebt und arbeitet in Köln. Im Juli 2022 machte er seine Beziehung zu der ehemaligen Schwimmerin Tanja Makarić öffentlich. Im März 2024 trennte sich das Paar.